# Faris Al-Sultan

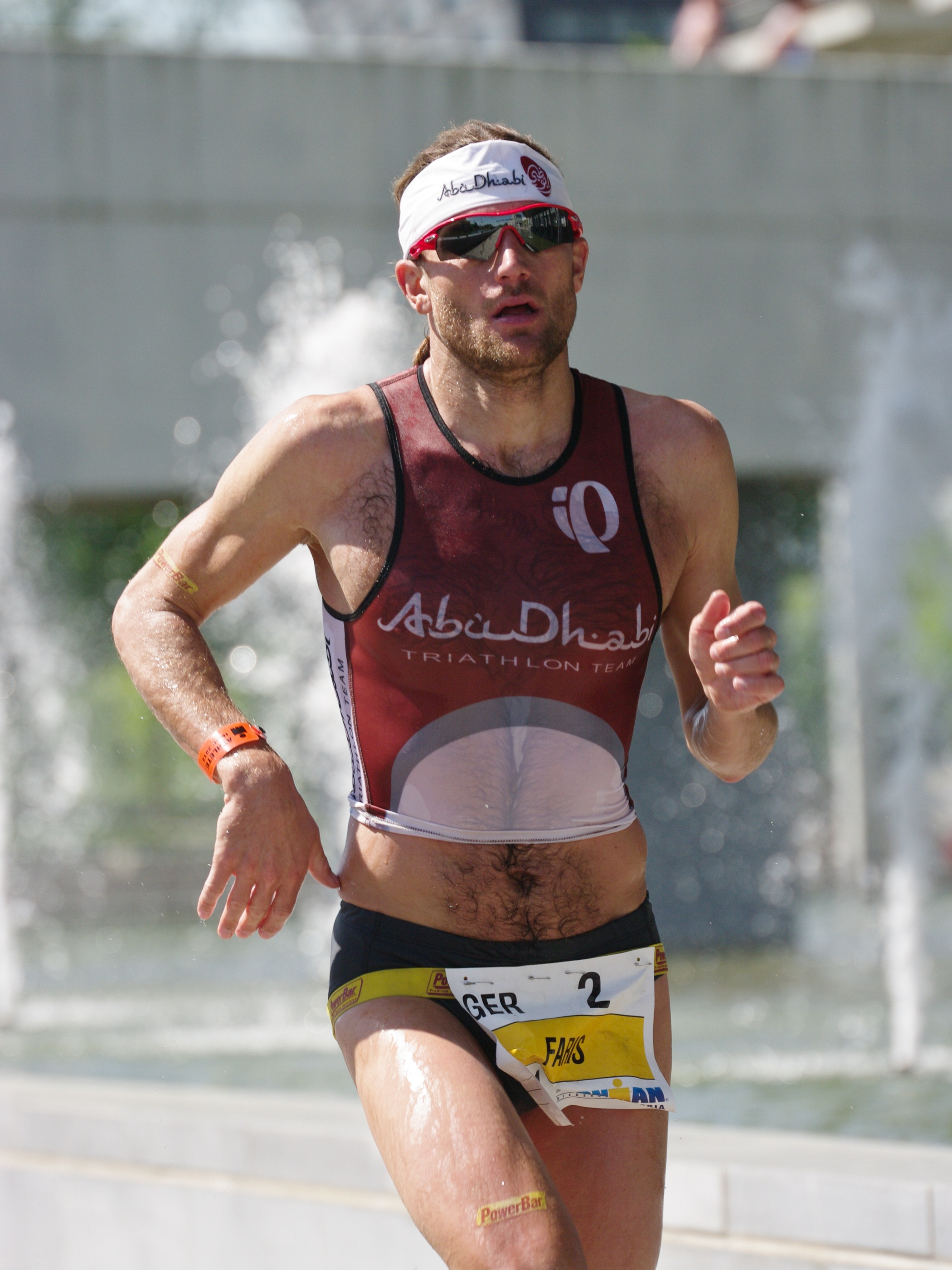
Faris Al-Sultan

Faris Al-Sultan  (n. 21 ianuarie 1978, München, RFG) este un triatlonist german campion mondial la ironman (triatlon pe distanță lungă).

## Cariera sportivă
Faris Al-Sultan participă la vârsta de 16 ani cu anul de naștere falsificat, în 1994, la primul său maraton (42,195 km). Prima oară participă ca amator la proba de ironman în anul 1999. În Hawaii la campionatul din 1999 de ironman la amatori ocupă locul trei. În anul 2000 devine la aceași probă campion național german, iar în anul 2001 la campionatul mondial din Brazilia ocupă locul doi, ca în Hawaii în 2002 să ocupe locul 7. În 2004 la Challenge Roth este cel mai bun atlet la proba de ironman, devenind din nou campion național la triatlon pe distanțe lungi. Va continua seria de succese urmând ca în anul 2004 la Half-Ironman St. Croix (2 km - 90 km - 21,1 km) să ocupe locul 3. În anul 2005 la campionatul mondial de ironman din Hawaii (3,8 km - 180 km - 42,195 km) va câștiga competiția fiind în istoria triatlonului al treilea atlet german care câștigă titlul de campion. La campionatul din Port Elizabeth, Africa de Sud ocupă locul 5, iar în 2007 la San Diego trebuie să abandoneze, ca în Malaysia să câștige a treia oară titlul. Din viața lui privată Faris Al-Sultan este fiul unui irakian și a unei germane din München, el a întrerupt din cauza sportului studiul istoriei orientale de la Universitatea Ludwig-Maximilian din München.

## Palmares
| Anul | Locul | Competiția                        | Locul competiției                               | Timp     | Observații |
| ---- | ----- | --------------------------------- | ----------------------------------------------- | -------- | ---------- |
| 2011 | 10.   | Ironman Hawaii                    | Hawaii                                          | 08:27:18 |            |
| 2010 | 10.   | Ironman Hawaii                    | Hawaii                                          | 08:24:04 |            |
| 2010 | 6.    | Abu Dhabi International Triathlon | Abu Dhabi                                       | 06:37:53 |            |
| 2009 | 10.   | Ironman Hawaii                    | Hawaii                                          | 08:31:44 |            |
| 2009 | 6.    | Ironman 70.3 Germany              | Wiesbaden                                       | 04:11:47 |            |
| 2009 | 6.    | Ironman Germany                   | Frankfurt                                       | 08:20:26 |            |
| 2008 | 11.   | Ironman Hawaii                    | Hawaii                                          | 08:39:32 |            |
| 2008 | 4.    | Ironman 70.3 Saint Croix          | St. Croix                                       |          |            |
| 2008 | 1.    | Ironman Malaysia                  | Langkawi                                        | 08:34:42 |            |
| 2008 | 1.    | Ironman 70.3 Germany              | Wiesbaden                                       | 04:10:26 |            |
| 2007 | 3.    | Laguna Phuket Triathlon           | Format:Country data Flag of Thailand.svg Phuket |          |            |
| 2007 | 6.    | Ironman Germany                   | Frankfurt                                       | 08:23:16 |            |
| 2006 | 5.    | Ironman South Africa              | Port Elizabeth                                  |          |            |
| 2006 | 3.    | Ironman Hawaii                    | Hawaii                                          | 08:19:04 |            |
| 2006 | 2.    | Challenge Roth                    | Roth                                            |          |            |
| 2006 | 1.    | Kirchbichl Triathlon              | Kirchbichl                                      |          |            |
| 2005 | 1.    | Ironman Arizona                   | Statele Unite ale Americii                      |          |            |
| 2005 | 1.    | Ironman Hawaii                    | Hawaii                                          | 08:14:17 |            |
| 2004 | 3.    | Ironman Hawaii                    | Hawaii                                          | 08:45:14 |            |
| 2004 | 1.    | St. Croix Triathlon               | St. Croix                                       |          |            |
| 2004 | 2.    | Challenge Roth                    | Roth                                            |          |            |
| 2003 | 7.    | Ironman Hawaii                    | Hawaii                                          |          |            |
| 2001 | 27.   | Ironman Hawaii                    | Hawaii                                          |          |            |
| 2001 | 2.    | Ironman Brasil                    |                                                 |          |            |
| 1999 | 52.   | Ironman Hawaii                    | Hawaii                                          | 09:14:34 |            |
| 1999 | 17.   | Ironman Lanzarote                 | Playa del Carmen                                | 09:48:51 |            |